# 竹島 (大阪市)
竹島（たけじま）は、大阪府大阪市西淀川区にある町名。現行行政地名は竹島一丁目から竹島五丁目。住居表示実施地域。

## 地理
西淀川区の北東部に位置し、旧大野川放水路（現在は埋め立てられて道路）を挟んで南は御幣島と、東海道本線（JR神戸線）を挟んで北から東は淀川区加島と、同じく東の一部分で淀川区田川北と、神崎川を挟んで西は（北から）兵庫県尼崎市常光寺および今福と、同じく南西の一点で西淀川区佃と、それぞれ接している。

竹島公園の南西側は竹島の頭頂部で、周辺地域と比較して若干の高地となっており、古くからの住宅地であった事が分かる。一方、周縁部は元は低湿地であったが、明治以降の堤防建設に伴い陸地になったこともあり、工場用地として分譲され、今も多くの工場等が立地している。

なお、西淀川区のほとんどの地区は堤防で囲まれた海抜ゼロメートル地帯であり、当地も同じくゼロメートル地帯である。

### 河川
- 神崎川

## 歴史
地名の由来については、「竹が生い茂っていた島（竹之島）」が竹島となったと考えられる。
江戸時代までには摂津国西成郡加島村の一部であったと考えられる。
1889年の町村制実施により、加島・御幣島・野里の3村が合併して西成郡歌島村となり、
歌島村の地域は全域が西淀川区に属した。
その後1943年の大阪市の行政区の分増区と境界整理の際に、
東淀川区に編入されることになり、加島町の大半は東淀川区となった。
翌1944年に東海道本線の西側に位置していた竹島（加島の大半は東側に位置していた）は西淀川区に編入されることになり
現在の竹島の原型が形づくられた。
1972年には西淀川区において竹島町から竹島の現行町名に改称。
1974年には東淀川区から淀川区が分区し、同時に加島町から加島の現行町名に改称された。

## 世帯数と人口
2019年（平成31年）3月31日現在の世帯数と人口は以下の通りである。
| 丁目               | 世帯数  | 人口    |
| ------------------ | ------- | ------- |
| 竹島一丁目・二丁目 | 116世帯 | 262人   |
| 竹島三丁目         | 585世帯 | 1,129人 |
| 竹島四丁目         | 68世帯  | 112人   |
| 竹島五丁目         | 49世帯  | 66人    |
| 計                 | 818世帯 | 1,569人 |

### 人口の変遷
国勢調査による人口の推移。
| 1995年（平成7年）  | 1,353人 | [ 5 ] |  |
| 2000年（平成12年） | 1,404人 | [ 6 ] |  |
| 2005年（平成17年） | 1,374人 | [ 7 ] |  |
| 2010年（平成22年） | 1,403人 | [ 8 ] |  |
| 2015年（平成27年） | 1,357人 | [ 9 ] |  |

### 世帯数の変遷
国勢調査による世帯数の推移。
| 1995年（平成7年）  | 571世帯 | [ 5 ] |  |
| 2000年（平成12年） | 618世帯 | [ 6 ] |  |
| 2005年（平成17年） | 593世帯 | [ 7 ] |  |
| 2010年（平成22年） | 662世帯 | [ 8 ] |  |
| 2015年（平成27年） | 634世帯 | [ 9 ] |  |

## 事業所
2016年（平成28年）現在の経済センサス調査による事業所数と従業員数は以下の通りである。
| 丁目       | 事業所数  | 従業員数 |
| ---------- | --------- | -------- |
| 竹島一丁目 | 6事業所   | 178人    |
| 竹島二丁目 | 35事業所  | 1,140人  |
| 竹島三丁目 | 56事業所  | 278人    |
| 竹島四丁目 | 34事業所  | 1,155人  |
| 竹島五丁目 | 31事業所  | 690人    |
| 計         | 162事業所 | 3,441人  |

## 交通

### 鉄道
- 西日本旅客鉄道
  - JR東西線 加島駅（所在地は、淀川区加島であるが、東口と西口は竹島三丁目にある。）

### 道路
- 阪神高速11号池田線
  - 加島出入口（所在地は、淀川区加島であるが、出入口の一部は竹島にある。）
- 大阪府道10号大阪池田線

## 施設

### 公園
- 竹島公園
- 竹島西公園

### 会館
- 竹島会館

### 史跡等
- 天神社跡碑（竹島公園内）
- 殉職救急隊員慰霊碑（JR東西線加島駅竹島口）

## 竹島の主な企業
- ササクラ本社
- フクシマガリレイ 本社
- IMV株式会社本社
- シノブフーズ 本社
- 魚国総本社総本社
- 安治川鉄工本社
- 大阪ボイラー製作所本社
- 高田クレーン興業本社
- 東洋炭素
- 佐川急便淀川営業所
- 新家工業関西工場

## その他

### 日本郵便
- 〒555-0011[3]（集配局：西淀川郵便局[11]）